# Amt Wittensee

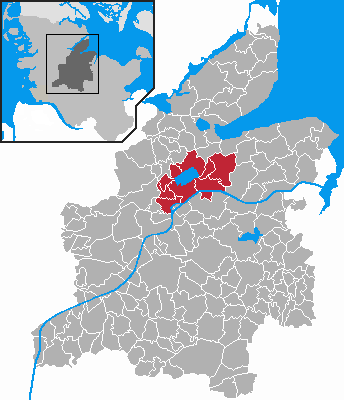
Lage des ehem. Amtes Wittensee im Kreis Rendsburg-Eckernförde

Das Amt Wittensee war von 1970 bis 2008 ein Amt im Kreis Rendsburg-Eckernförde rund um den Wittensee. Der Sitz der Amtsverwaltung war in Groß Wittensee.
Das Amt umfasste eine Fläche von gut 100 km² und hatte 6700 Einwohner in den Gemeinden
1. Borgstedt
2. Bünsdorf
3. Groß Wittensee
4. Haby
5. Holtsee
6. Holzbunge
7. Klein Wittensee
8. Neu Duvenstedt
9. Sehestedt

Das Amt Wittensee entstand 1970 im Zuge der Kreis- und Ämterreform durch Zusammenlegung von Amt Borgstedt und Amt Sehestedt sowie der Gemeinde Klein Wittensse aus dem Amt Hütten und Groß Wittensee aus dem Amt Windeby.
Im Zuge der Verwaltungsstrukturreform in Schleswig-Holstein fusionierte das Amt zum 1. Januar 2008 mit dem Amt Hütten zum Amt Hüttener Berge.